# مارتن شتراتمان
مارتن شتراتمان (بالألمانية: Martin Stratmann) ـ (ولد في إسن في 20 أبريل 1954) هو عالم كيمياء كهربية ومواد ألماني. عمل مديرًا لمعهد ماكس بلانك لأبحاث الحديد في دوسلدورف منذ سنة 2000، وكان رئيسًا لقسم كيمياء الأسطح البينية وهندسة الأسطح بالمعهد، ثم صار نائبًا لرئيس جمعية ماكس بلانك بين عامي 2008 و2014، قبل أن يتولى رئاسة الجمعية في يونيو 2014.
تتركز اهتمامات شتراتمان البحثية على الكيمياء الكهربية والتآكل، وقد حصل على ميدالية أوتو هان من جمعية ماكس بلانك سنة 1985.

## روابط خارجية
- مارتن شتراتمان على موقع مونزينجر (الألمانية)